# Turba (edifici)

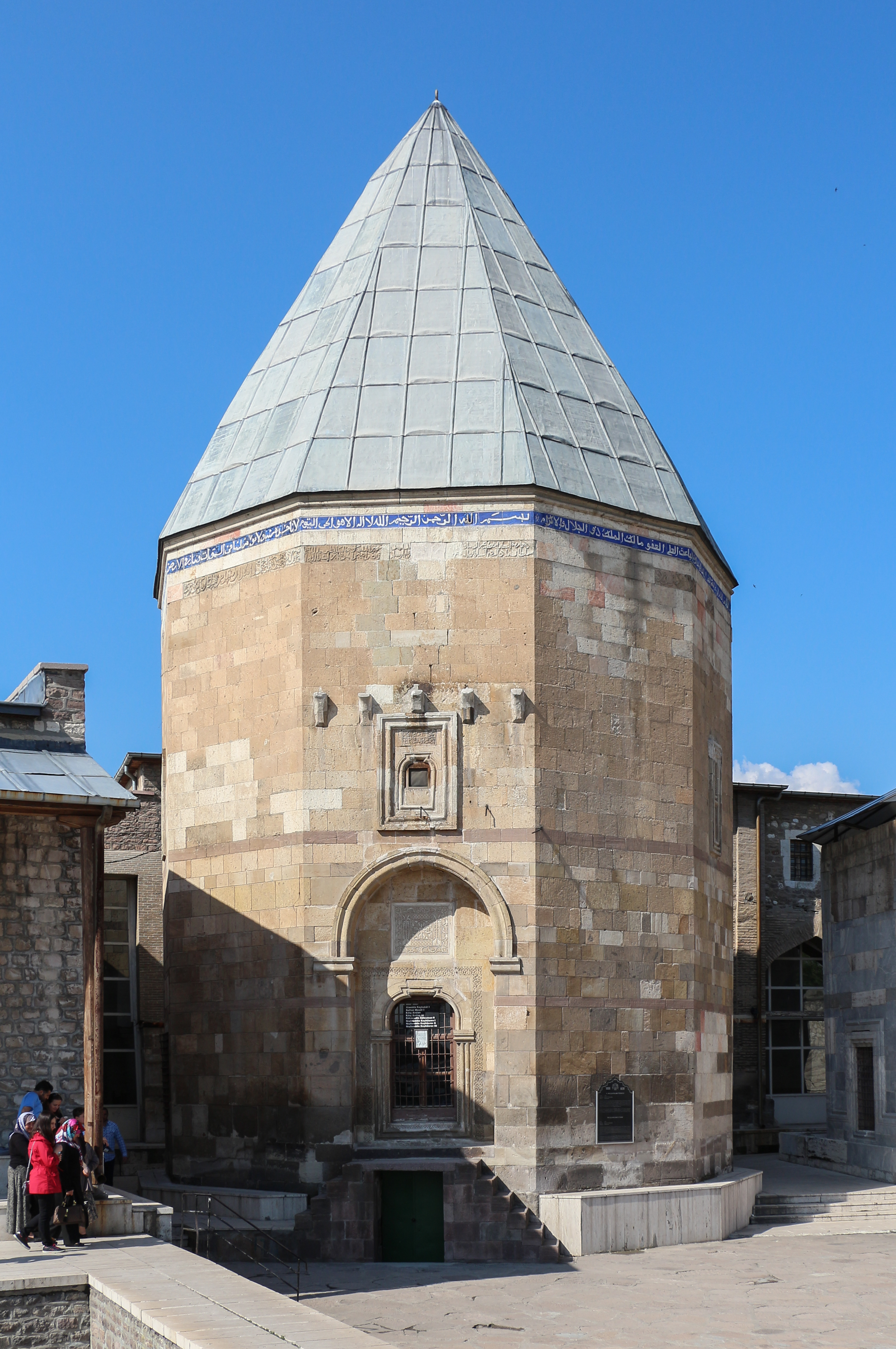
Türbe del soldà Kılıç Arslan II a Konya

Türbe (turc otomà: تربه, de l'àrab تُرْبَة, turba, literalment ‘terra’, ‘pols’ o ‘sòl’, també ‘tomba’, ‘cementiri’) és un mausoleu que, en la seva forma més bàsica, està format per una tomba coberta, generalment per una cúpula. Tot i que el nom ja s'emprava en àrab, turba, i persa, turbat, amb aquest significat, fou en general bandejat pels mots qubba i gonbad, literalment ‘cúpula’ en els respectius idiomes, fins que fou recuperat pels turcs, especialment per referir-se als mausoleus de membres de la família regnant, de la noblesa o de notables locals.